# Schistura palma
Schistura palma — вид коропоподібних риб родини Nemacheilidae. Описаний у 2023 році.

## Назва
Назва виду походить від латинського «palma» (лезо весла), і вказує на форму хвостового стебла та хвостового плавця у дорослих особин.

## Поширення
Ендемік Лаосу. Поширений у басейні річки Намнгієп (притоці Меконгу). Трапляється на швидкоплинних ділянках основної річки та пониззі основних приток.

## Опис
Schistura palma серед інших видів Schistura в Індокитаї характеризується наявністю спинного кіля по всій довжині хвостового стебла у маленьких особин, який розвивається в помітний гребінь у великих. Низький кіль або гребінь існує в деяких інших видів роду, але в них він обмежений задньою частиною хвостового стебла. Серед видів Південно-Східної Азії такий гребінь, що тягнеться по всій довжині хвостового стебла, відомий у Schistura porthos зі стоку Меконгу в північному Лаосі та Сішуанбаньна в Китаї, а також у Schistura alticrista із басейну річки Салуїн у Таїланді.